# Sportul în Germania

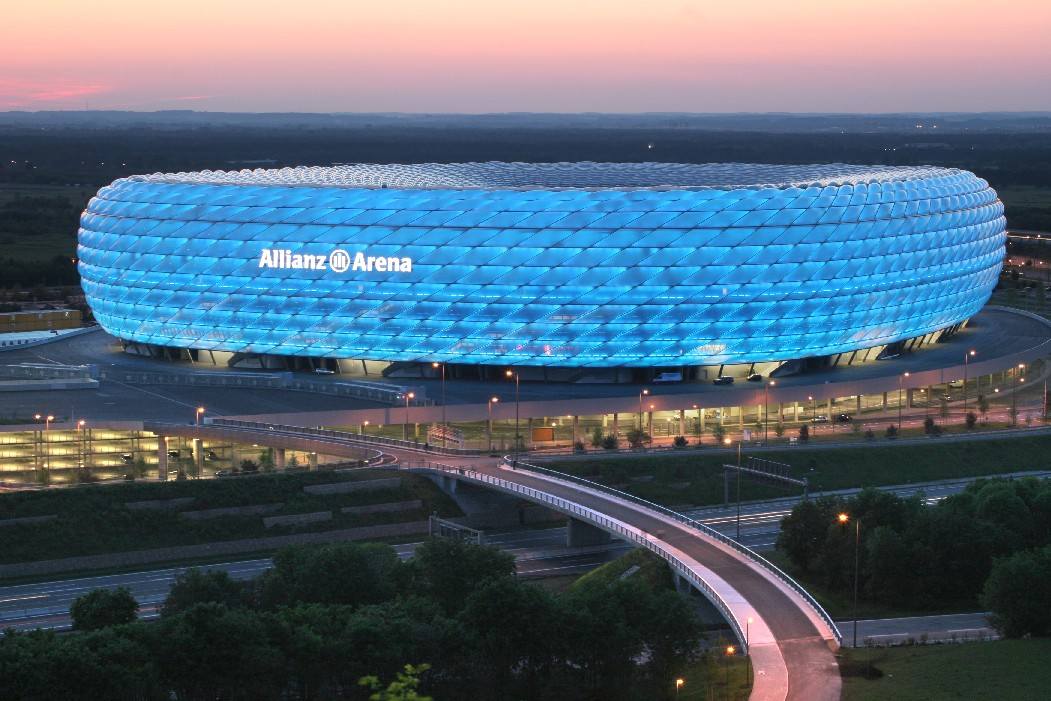
Allianz Arena din München, stadion pe care a avut loc meciul de deschidere de la CM 2006

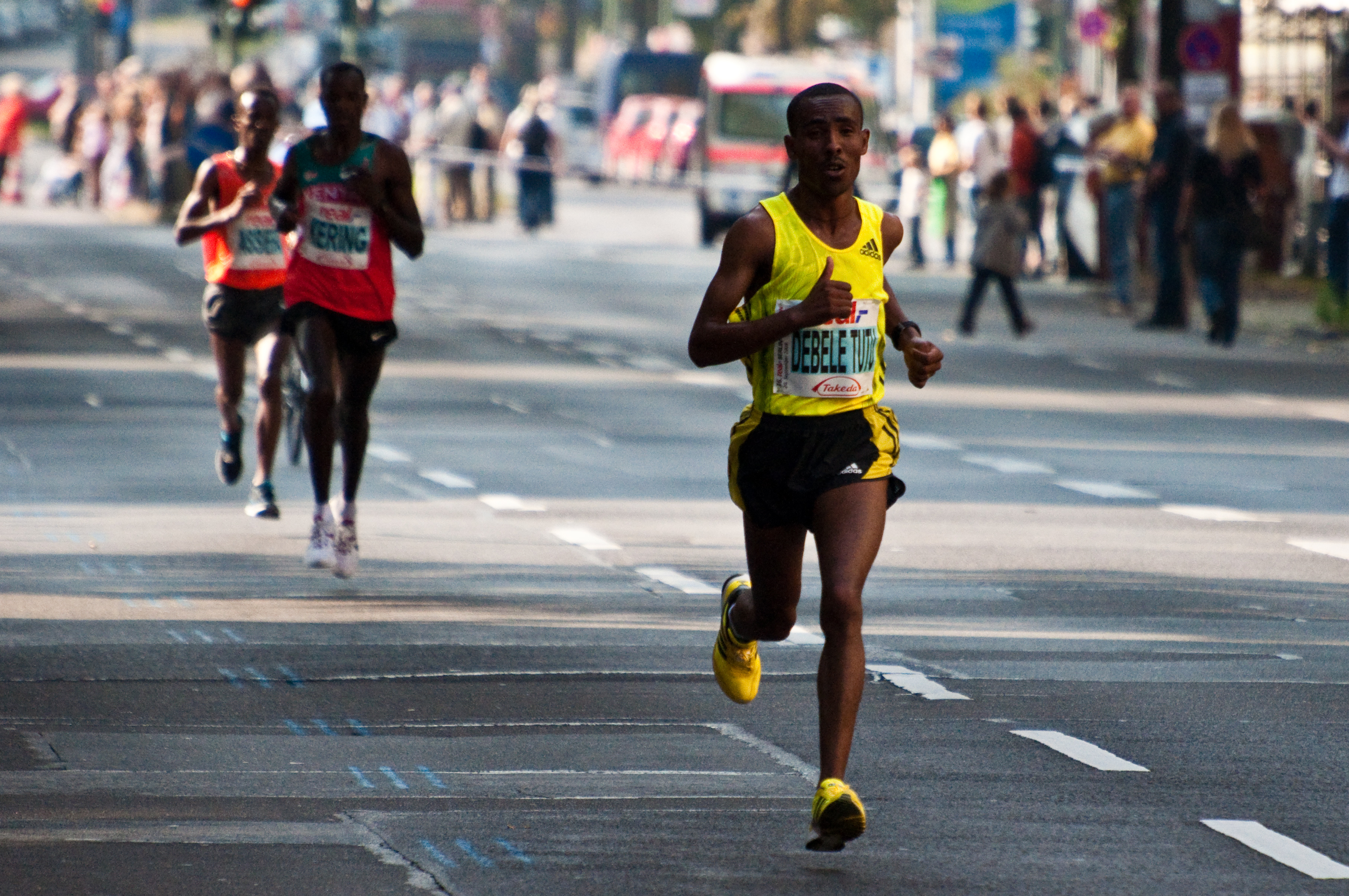
Maratonul de la Berlin

Sportul reprezintă o parte importantă a culturii și a societății germane.
În 2006, aproximativ 27,5 milioane de oameni au fost membrii a mai mult de 91.000 de cluburi sportive din Germania. Mare parte din asociațiile sportive fac parte din Deutscher Olympischer Sportbund (DOSB, Federația Olimpică Germană).

## Fotbal

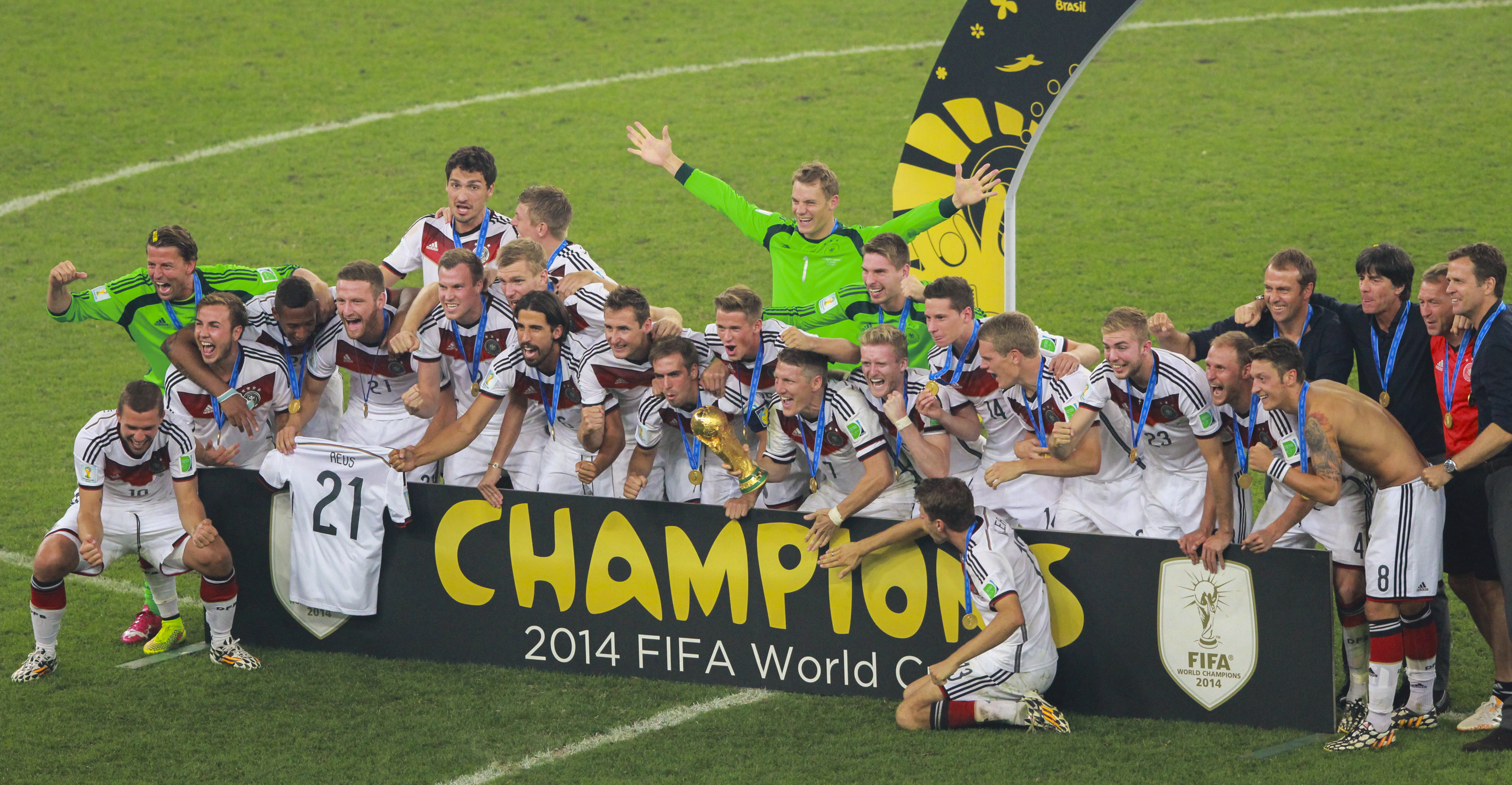
Echipa națională de fotbal a Germaniei, după ce a câștigat Campionatul Mondial pentru a patra oară în 2014. Sportul național al Germaniei este fotbalul.

Germania are peste 26.000 de cluburi și 178.000 de echipe sportive, finanțate de stat, sponsori privați și din taxele de membru.
Prima ligă germană de fotbal este cunoscută sub numele de Bundesliga. Începând din sezonul 2010-11, Bundesliga este plasată pe locul al treilea în clasamentul coeficienților UEFA, care se ia în considerare în stabilirea componenței UEFA Champions League și UEFA Europa League.
Fotbalul în Germania (ca și în majoritatea țărilor europene) este cel mai important și practicat sport. 
Bayern München este cel mai de succes club de fotbal german, cu 25 de campionate naționale, 17 cupe naționale și 5 titluri de campioni europeni (trei Cupe ale Campionilor Europeni și 2 Ligi ale Campionilor).
Echipa națională de fotbal a Germaniei este una dintre cele mai titrate echipe din fotbalul internațional. A câștigat Cupa Mondială în 1954, 1974, 1990 și 2014 și Campionatul European de Fotbal în 1972 și 1980, ca Germania de Vest și în 1996 ca Germania. Miroslav Klose este principalul marcator pentru echipa națională, cu 71 de goluri, dar faima lui este, probabil, eclipsată de cea al lui Franz Beckenbauer, care este unul dintre puținii fotbaliști din lume care au câștigat Campionatul Mondial, atât ca antrenor cât și ca jucător. De asemenea, Germania a găzduit Campionatul Mondial din 1974 și 2006, terminând pe locul trei în 2006, după ce a pierdut semi-finala în fața câștigătoarei de atunci, Italia.
Echipa națională de fotbal feminin este de asemenea o putere mondială, câștigând Campionatul Mondial de Fotbal Feminin
în 2003 și 2007, Germania fiind singura națiune care reușește să câștige titlul mondial și pe cel european la ambele sexe.

## Hochei pe gheață

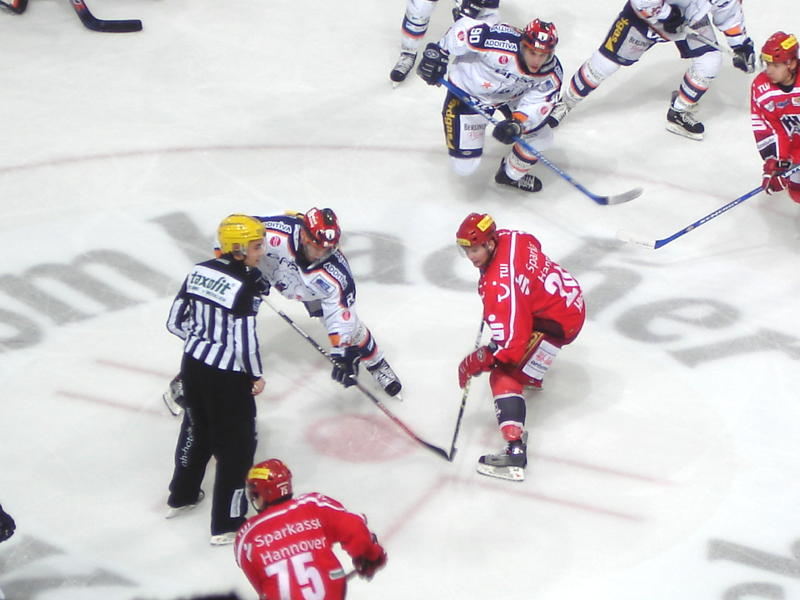
Eisbären Berlin

Hocheiul pe gheață este unul din cele mai populare sporturi din Germania. Există mai multe ligi, dar cea mai importantă este Deutsche Eishockey Liga, care are în componență 14 echipe. În naționala de hochei pe gheață a Germaniei au evoluat mai mulți jucători care au jucat în NHL, cum ar fi Christian Ehrhoff, Jochen Hecht, Dennis Seidenberg, Thomas Greiss, Dominik Kahun, Dominik Kubalik, Marcel Chineze și Marco Sturm.

## Tenis

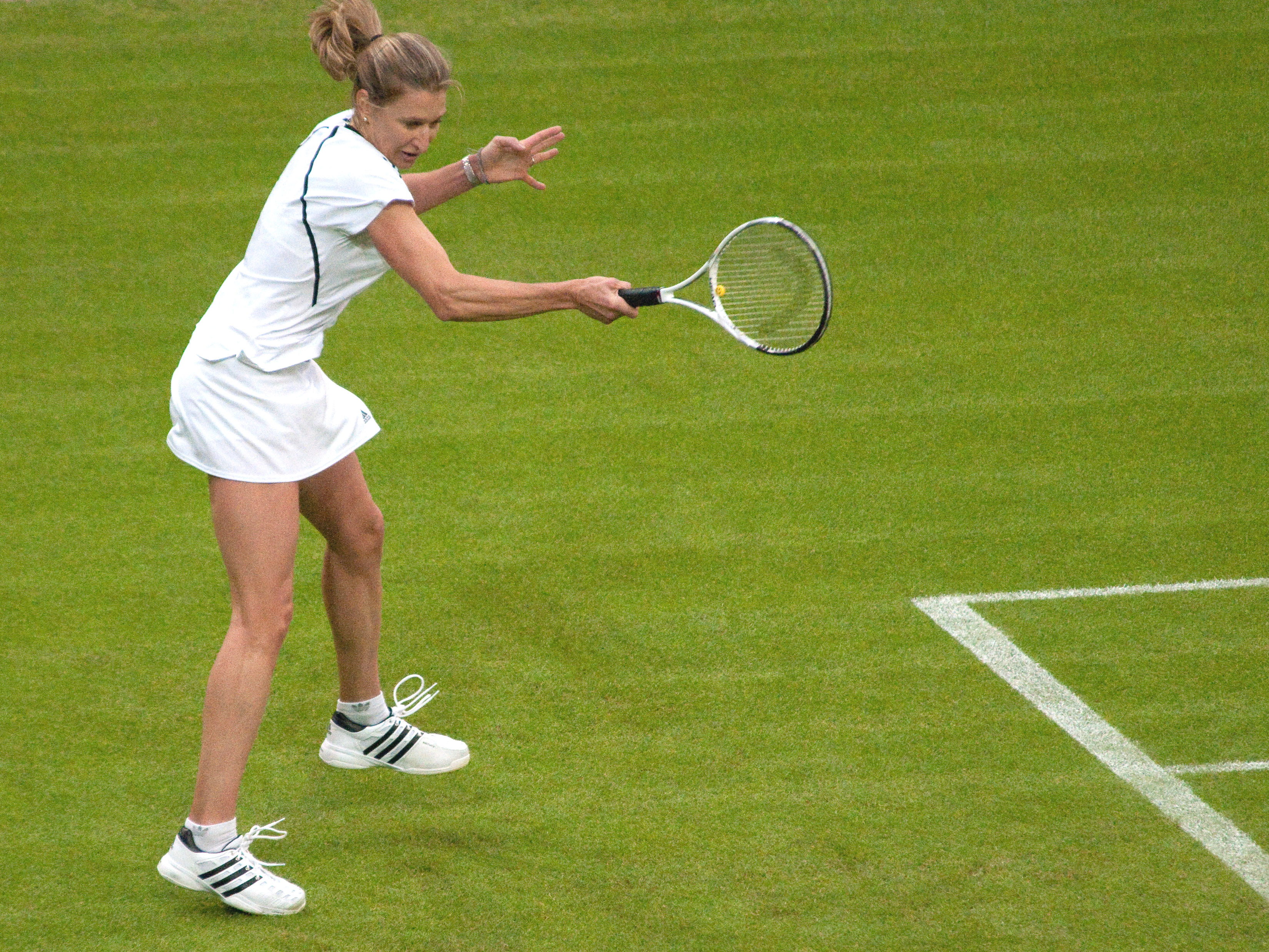
Steffi Graf

Cei mai de succes jucători germani de tenis din toate timpurile sunt Steffi Graf și Boris Becker.

## Șah
Șahul este un sport popular în Germania. Există aproximativ 84 de Mari Maeștri în Germania. Emanuel Lasker a fost un celebru jucător de șah german, care a fost campion mondial la șah timp de 27 de ani.

## Box

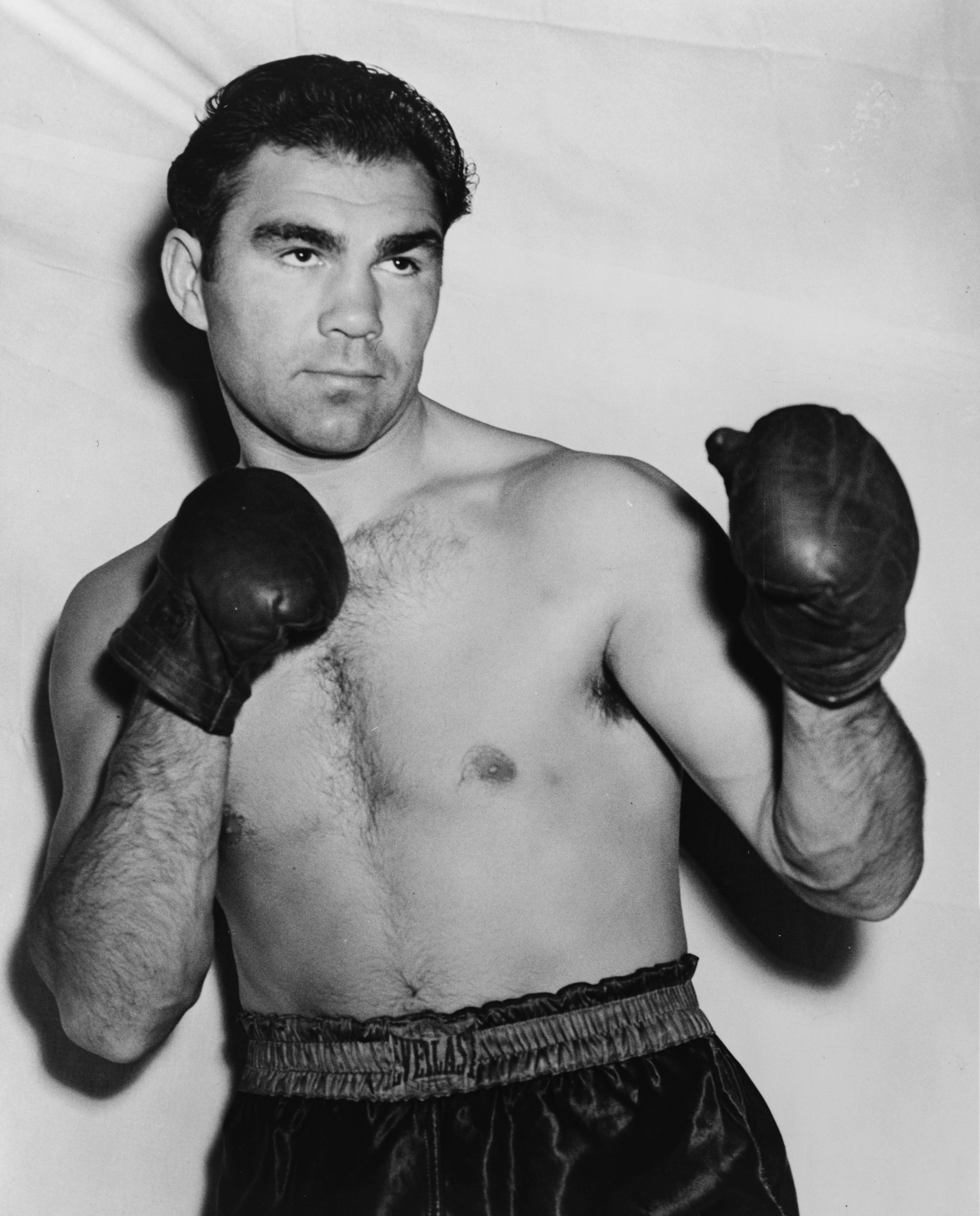
Max Schmeling în 1938.

Max Schmeling a fost campion mondial la categoria grea între 1930 și 1932.

## Sporturi pe apa
Sporturi de apă, ca navigatie, canotaj, înot, windsufing și kitesurfing, wakeboarding, scufundări, pescuit, sporturi cu barca cu motor și yachtingul sunt populare în Germania.

## Legături externe
- Site-ul DOSB
- Federația Germană De Fotbal